# 高利河
高利河（英語：Gauley River）是美国西弗吉尼亚州的一条河流，长约105-英里-long（169-），在高利布里奇与新河汇合形成卡诺瓦河，再注入俄亥俄河。